# Dél

Déli irány egy iránytűn
(S - South, azaz „dél”, angolul)

Dél a négy fő égtáj egyike.

## Sarkpontok fajtái
- A földrajzi Déli-sark ahol a Föld forgástengelye a felszínnel találkozik a déli félgömbön.
- A Déli mágneses sark a Föld mágneses terének erővonalai itt merőlegesek a felszínre, azaz függőlegesek. Ide mutat az iránytű ellentétes pólusa.
- A Déli földmágneses sark a Föld mágneses terét létrehozó elméleti „rúdmágnes” tengelyének döféspontjai a Föld felszínével a déli félgömbön.

A mágneses és a földmágneses sark a Föld forgása miatt nem esik egy pontba.